# Kumpusaari (ö i Norra Savolax, Nordöstra Savolax, lat 62,75, long 28,50)
Kumpusaari är en ö i Finland. Den ligger i sjön Juojärvi och i kommunen Tuusniemi i den ekonomiska regionen  Nordöstra Savolax ekonomiska region  och landskapet Norra Savolax, i den centrala delen av landet, 300 km nordost om huvudstaden Helsingfors. Öns area är 17,8 hektar och dess största längd är 0,7 kilometer i sydöst-nordvästlig riktning.